# Kathryn Harries
Kathryn Harries (15 de febrero de 1951 - 26 de mayo de 2023) fue una soprano de ópera británica.Enseñó en el Politécnico de Kingston (ahora Universidad de Kingston). Durante varios años trabajó como presentadora de Music Time a partir de 1977.
Harries hizo su debut en la ópera en 1983 en una producción de Parsifal en la Ópera Nacional de Gales (WNO).Actuó varias veces con la WNO y en otros lugares del Reino Unido, incluida la Ópera Nacional Inglesa, el Festival de Ópera de Glyndebourne, la Ópera Norte de Leeds y la Ópera Escocesa. Harries debutó en la Metropolitan Opera en 1986.
Harries fue directora del National Opera Studio de Londres desde 2008 hasta 2017. 
En 2019, Harries recibió la Orden del Imperio Británico. Murió el 27 de mayo de 2023.